# Химильтруда
Химильтруда (Гимильтруда; около 742 — около 780) — первая супруга Карла Великого и мать его первенца Пипина Горбатого.

## Жизнь
Мало что известно о происхождении Химильтруды. Павел Диакон называет её «благородной девушкой». Появление её имени в книгах алеманских монастырей может указывать на её принадлежность к германскому алеманскому или эльзасскому дворянству, в то время как другие источники называют её дочерью бургундского графа и внучкой Гримберта I, графа Парижа. Тем не менее, невозможно экстраполировать какие-либо политические последствия отношений Карла Великого с Химильтрудой .
Химильтруда, вероятно, вступила в отношения с Карлом Великим ещё при жизни его отца, Пипина Короткого. Когда Карл Великий вступил на престол в 768 году, имя Химильтруды не появилось в официальных источниках, в отличие от матери Карла Великого, Бертрады Лаонской. Химильтруда родила Карлу сына по имени Пипин. Вскоре после рождения Пипина был заключён союз между Карлом Великим и королём лангобардов Дезидерием. Чтобы укрепить альянс, Карл Великий должен жениться на дочери Дезидерия (условно называемой историками Дезидератой).
Начиная с этого времени имя Химильтруды исчезает из исторических записей. В могиле, найденной в монастыре Нивеля, были обнаружены останки сорокалетней женщины, которая, возможно, является Химильтрудой[прояснить]. Если это так, то она умерла намного позже 770 года, хотя, когда она точно удалилась в Нивель, не может быть установлено.
Его сына Пипина, который страдал от деформации позвоночника и был прозван «Горбатым», затмили сыновья Карла Великого от его брака с Хильдегардой. После попытки восстания против отца, Пипин был заключён в монастырь.